# Titkok és szerelmek
A Titkok és szerelmek (eredeti cím: El privilegio de amar) 1998 és 1999 között vetített mexikói telenovella, amelyet Delia Fiallo alkotott. A főbb szerepekben Adela Noriega Helena Rojo, Andrés García,  Enrique Rocha és René Strickler látható.
Mexikóban 1998. július 27-én a Canal de las Estrellas, Magyarországon az RTL Klub 1999. október 11-én mutatta be.

## Cselekmény
A történet 20 évvel korábban, a múltban kezdődik. Luciana, a szerencsétlen sorsú cselédlány beleszeret munkaadója fiába, Juan de la Cruzba, aki viszont papnak készül. Luciana szenved, mert szerelmes Juanba, aki nemcsak jó volt hozzá, hanem még írni és olvasni is megtanította. A fiú sem marad közömbös a lány iránt, és a papneveldébe költözése előtti éjszakán egymáséi lesznek. Mindketten szenvednek a bűntudattól, ráadásul Juan abban is kételkedni kezd, hogy pap szeretne lenni, ám végül mindent meggyón, és úgy dönt, hogy teljes szívével Istent fogja szolgálni.
Öt hónap múlva kiderül, hogy Luciana teherbe esett, és amikor Juan anyja, Ana Joaquina ezt megtudja, éktelen haragra gerjed, és kidobja a lányt a házból. Juan ez idő alatt szorgalmasan tanul a papneveldében, és fogalma sincs arról, hogy Luciana az ő gyerekét hordja a szíve alatt. Ana Joaquina pedig nem is szeretné, hogy tudomást szerezzen róla. Hogy távol tartsa Juantól, Ana Joaquina még pénzt is ajánl a lánynak, annak érdekében, hogy költözzön el városból. Ráadásul azt hazudja, hogy a fia tud Luciana várandósságáról, de semmit nem akar tenni érte.
Időközben Juant pappá szentelik, Luciana megszüli közös gyermeküket. A szerencsétlen nő éhezve bolyong az utcákon, karján újszülött kislányával. Kétségbeesésében egy gazdag asszony háza előtt hagyja a kislányát, mert így legalább ő életben maradhat, és nem kell nélkülöznie sem. Luciana elhatározza, hogy soha többé nem szolgál senkit, és nem hagyja, hogy megalázzák. Egy gazdag, becstelen férfi, Trujillo segítségével sikerül kitörnie a nyomorból. Egy vacsorán összetalálkozik Juan szüleivel, és elmondja nekik, hogy kénytelen volt elhagyni a lányát. Elhatározza, hogy elhagyja Trujillót, és megkeresi gyermekét. Az a nő azonban, akinek a háza előtt hagyta a kicsit, már Európába költözött…
20 évvel később Luciana immár egy gazdag sikeres üzletasszony, aki egy saját divatcéget vezet. Időközben férjhez ment egy gazdag színészhez, Andrés Duvalhoz, akitől született egy gyermeke, Lizbeth, aki egy autóbaleset következtében megbénul, majd miután barátja, Mauricio életét veszti a baleset során, rövid románcot követően összeházasodik a házvezetőnőjük unokaöccsével, Artemioval. Luciana saját fiaként szereti hitvese előző házasságából született fiát, Victor Manuelt is, aki szintén a családi cégnél dolgozik. Titkát, hogy elhagyta lányát, és hogy Trujillo kitartottja volt, a cégnél dolgozó barátnőjén, Miriamon kívül senki nem tudja.
A 20 éves Cristina elhagyja az árvaházat, és barátnőivel együtt bérelnek egy közös lakást. Luciana jóban van a közelben lévő apácákkal, akik egy nap arra kérik őt, hogy segítsen Cristinának, aki modell szeretne lenni. Luciana segít a lánynak, felveszi az ügynökségre. Azonnal felfigyel a fiatal lány tehetségére és szépségére, de fogalma sincs róla, hogy Cristina valójában a lánya. Cristina boldog, hogy végre van munkája, és nagyon élvezi a modellkedést is. Megismerkedik Luciana mostohafiával, Victor Manuellel is, aki nagy nőcsábász hírében áll. A két fiatal egymásba szeret, és céges munka során egy este egymáséi lesznek.
Victor Manuel és Cristina boldogsága nem tart soká, ugyanis feltűnik a színen Tamara, a férfi egykori barátnője. Ráadásul Luciana is tudomást szerez a fiatalok viszonyáról, ezért kirúgja a lányt. Sajnos a helyzetet csak tovább rontja, hogy Lorenza, Cristina barátnője kikezd Andresszel, Luciana férjével, ezért miután egy alkalommal rajtakapja őket, Luciana csak még jobban meggyűlöli Cristinát és Lorenzát is, és a két lány hiába is próbál máshol munkát vállalni, Luciana közbenjárására mindenhonnan elbocsátják őket.
Cristina ráébred, hogy várandós Victor Manueltől, ám amikor megtudja, hogy Tamara és szerelme a házasságukat tervezik, és hogy Tamara is várandós, inkább nem vallja be a dolgot neki. Mivel a férfi szüntelen a nyomában van, barátnőivel együtt máshová költözik.
Juan de la Cruz atya a szívén viseli Cristina sorsát, és megpróbál segíteni rajta. Luciana megtudja, hogy Juan a városban dolgozik. Felkeresi a papot, kérdőre vonja, mert azt hiszi, hogy az atya annak idején tudott a várandósságáról, és nem segített neki. Az atya csak ekkor tudja meg, hogy van egy lánya. Ana Joaquina elhatározza, hogy megkeresi Luciana lányát. Először egy másik lányt, Rosendát hisz az unokájának, de utána felébred benne a gyanú, hogy esetleg Cristina lehet Juan lánya. Biztosra akar menni. Szándékosan – persze véletlennek álcázva – megsebzi Juan kezét vacsora közben, majd elrakja a véres zsebkendőt. A terhesség miatt sápadt Cristinát pedig ráveszi, hogy menjen el vérvételre. A nő elküldi a két vérmintát a laborba. A vérvizsgálat során bebizonyosodik, hogy Cristina Juan lánya. Ám álnok módon ezt az információt gyónás során hozza fia tudomására, aki a gyónási titok miatt nem mondhatja azt el senkinek.
Cristina hamarosan egy lánygyermeket szül, akit szerelme után Victoriának keresztel. Tamara időközben elvetél. Mi tudjuk, hogy a kicsi valójában nem Victor Manuelé volt, hanem a nő szeretőjéé, Nicolasé, aki nem akarta vállalni a kicsit. Victor Manuel tudomást szerez róla, hogy gyermeke született Cristinától, és mindent megtesz, hogy visszahódítsa a lányt. Csakhogy ő közben megismerkedik egy kedves fiatalemberrel, Alonso del Ángellel, akinek a fényképezés a mindene. Alonso beleszeret Cristinába, a lány azonban nem viszonozza az érzéseit, hanem csak barátjaként szereti a fiút. Alonso anyja, a milliárdos filantróp Vivian del Ángel bevásárolja magát a csőd szélére került Luciana Duval Divatházba, és Cristinát magas pozícióban alkalmazza, Luciana bosszúságára. Alonso feleségül kéri Cristinát, a lány pedig végül igent mond – de csak azért, mert tudja, hogy Alonso halálos beteg, leukémiás, és ezt rajta kívül csak Vivian és a fiúba reménytelenül szerelmes Maria José tudják. Eközben Ana Joaquina tovább forralja bosszúját Luciana ellen: szövetkezik Trujillóval, aki azonban a fejére nő, és kénytelen végezni vele. A gyilkosságot igyekszik Lucianára kenni, akit tőrbe csal, és miután balesetet szenved, élet-halál között lebeg a kórházban. Ana Joaquina ekkor felfedi előtte, hogy Cristina a lánya, mert úgy hiszi, most már úgyis meghal. Csodával határos módon túléli, de elfelejti, hogy Cristina a lánya, ezért amikor bejön hozzá, vérig sérti az aggódó lányt, aki ekkor véglegesen meggyűlöl őt. Luciana csak ezután szembesül vele, hogy Cristina a lánya. Mindeközben megjelenik Bárbara Rivera, Victor Manuel igazi anyja, aki éveket ült a börtönben emberölés miatt, és alkoholista is lett – Victor Manuel éppen ezért nem tudott róla semmit. A nő eleinte rengeteg bajt okoz, mert bosszút esküszik mindenki ellen, aki ártott neki – később azonban jó útra tér és az alkohollal is szakít.
Luciana viselkedése megváltozik Cristina iránt, ami mindenkinek feltűnik. Ana Joaquina, hogy ártson Lucianának, elmondja Cristinának, hogy Juan De La Cruz az apja, és hogy az anyja egy közönséges szajha volt. Alonso megtudja, hogy halálos beteg, ezért elengedi Cristinát, hogy legyen Victor Manuellel boldog. A férfi régóta arra készül, hogy elhagyja Tamarát, de a nő először agresszívan reagál, majd öngyilkossággal fenyegetőzik. Tamara elméje fokozatosan megbomlik: először öngyilkosságot kísérel meg, majd ő löki le Cristinát a lépcsőn (ezért indul be a szülés), később ellopja a kis Victoriát, majd adoptálni akar egy gyereket, mert úgy véli, hogy ez majd mellette tartja Victor Manuelt. Mikor ez sem válik be, ellop egy csecsemőt, hogy a sajátjaként nevelje, ami miatt elmegyógyintézetbe zárják, de saját felelősségére elengedik. Ana Joaquina házvezetője, a hűséges Fidenció eközben felfedi valódi kilétét: nem más ő, mint Juan De La Cruz féltestvére, akinek az anyja Ana Joaquina miatt halt meg, és ezért bosszút esküszik. Felgyújtja a házat, a füstmérgezésbe pedig ő is belehal, de eléri a célját: Ana Joaquina túléli, de börtönbe kerül, miután kiderül, hány ember életének tönkretétele kötődik hozzá.
Luciana már nem tudja tovább magában tartani, hogy Cristina a lánya, ezért hirtelen elhatározással bevallja azt a lánynak. Cristina képtelen ezt feldolgozni és megbocsátani az anyjának. A Duval család Európába utazik új piacokat keresni a cégnek, és Luciana ezt az időt használja ki arra, hogy hagyja leülepedni a dolgokat. Az út során Tamara árnyékként követi őket, s végül az összes hazugsága lelepleződik. Victor Manuel most már törvényesen elválhat tőle. Tamara elméje teljesen elborul, leborotválja a haját, és készen áll bármire. Miután Nicolastól kap egy tőrt, azzal támad Cristinára, de Luciana felfogja a csapást. Rengeteg vért veszít, de Cristina az esemény hatására végül megbocsát anyjának. Ezután Tamara egy színházi előadás során megöli a vele szemben is álnok Nicolast, Nicolas viszont vele végez a színpadon.
A fő történettel párhuzamosan ismerhetjük meg Cristina barátainak és közvetlen lakókörnyezetének történetét. Egyik barátnője, Maclovia, okos, de nem túl szerencsés a szerelemben. Másik barátnője, Lorenza, aki a gazdag férfiak (köztük Andrés Duval) után koslat, nem veszi észre az érte epekedő Chemát, csak amikor már késő.

## Szereplők
| Színész               | Szereplő                       | Magyar Hang                                   |
| --------------------- | ------------------------------ | --------------------------------------------- |
| Adela Noriega         | Cristina Miranda               | Zakariás Éva                                  |
| Helena Rojo           | Luciana Hernández de Duval     | Menszátor Magdolna                            |
| Andrés García         | Andrés Duval                   | Papp János                                    |
| René Strickler        | Víctor Manuel Duval Rivera     | Lippai László                                 |
| Enrique Rocha         | Nicolás Obregón                | Kárpáti Tibor                                 |
| Cynthia Klitbo        | Tamara de la Colina            | Majsai-Nyilas Tünde                           |
| Nuria Bages           | Miriam Arango                  | Farkasinszky Edit                             |
| César Évora           | Juan de la Cruz Velarde atya   | Haás Vander Péter                             |
| Marga López           | Ana Joaquina Velarde           | Illyés Mari                                   |
| María Sorté           | Vivian del Ángel               | Papp Györgyi                                  |
| Toño Mauri            | Alonso del Ángel               | Galbenisz Tomasz                              |
| Sabine Moussier       | Lorenza Torres                 | Roatis Andrea                                 |
| Adriana Nieto         | Lizbeth Duval                  | Zsigmond Tamara                               |
| Isadora González      | Maclovia                       | Madarász Éva                                  |
| Pedro Weber Chatanuga | Pedro Trujillo                 | Kardos Gábor                                  |
| Mario Casillas        | Miguel Beltrán                 | Szokolay Ottó                                 |
| Maty Huitrón          | Bárbara Rivera                 | Sáfár Anikó                                   |
| Rodrigo Vidal         | Artemio Salazar                | Seszták Szabolcs                              |
| Yadhira Carrillo      | María José                     | Kéri Kitty                                    |
| Claudio Báez          | Cristobal                      | Balázsi Gyula                                 |
| Lourdes Munguía       | Ofelia Beltrán                 | Andresz Kati                                  |
| Ramón Abascal         | José María "Chema" Ramos López | Crespo Rodrigo                                |
| Katie Barberi         | Paula                          | Dudás Eszter                                  |
| Mauricio Herrera      | Franco                         | Pálfai Péter                                  |
| Beatriz Moreno        | Doña Charo                     | Gruiz Anikó                                   |
| Tito Guízar           | Agustín Gómez                  | Kenderesi Tibor                               |
| Guillermo Aguilar     | Alex Walter                    | Szalai Imre                                   |
| Ana María Aguirre     | Regina nővér                   | Zsurzs Kati                                   |
| María Luisa Alcalá    | Remedios López de Ramos        | Bókai Mária                                   |
| Aurora Alonso         | Imelda Salazar                 | Várnagy Katalin                               |
| Marta Aura            | Josefina "Chepa" Pérez         | Bessenyei Emma                                |
| Arturo Vázquez        | Macario Jiménez                | Tóth Roland (1. hang) Mikula Sándor (2. hang) |
| Raúl Buenfil          | "El Fresco" Wacha              | Barát Attila                                  |
| Gabriel Cervantes     | Ramiro García                  | Juhász György                                 |
| Veronika con K        | Caridad                        | Némedi Mari                                   |
| Consuelo Duval        | María Rosenda Sánchez          | Hámori Eszter                                 |
| Virginia Gutiérrez    | Bernardina nővér               | Pásztor Erzsi                                 |
| Lorena Velázquez      | Rebeca de de la Colina         | Földi Teri (1. hang) Halász Aranka (2. hang)  |
| Ramón Menéndez        | Erasmo de la Colina            | Uri István                                    |
| Ricky Mergold         | Tobías                         | Szalay Csongor                                |
| Anaís                 | Gisela                         | Csampisz Ildikó                               |
| Julio Monterde        | Celorio atya                   | Pataki Imre                                   |
| Luis Uribe            | Raymundo Velarde               | Rosta Sándor                                  |
| Jacqueline Voltaire   | Jacqueline                     | Ullmann Zsuzsa                                |
| Marisol del Olmo      | Antonia "Toña" Fonseca         | Braun Rita                                    |
| Dalilah Polanco       | Casilda Pérez de Ramos         | Bíró Kriszta                                  |
| José María Napoleón   | Silverio Jiménez               | Botár Endre                                   |
| Óscar Bonfiglio Ríos  | Fernando Bernal                | Holl Nándor                                   |
| Luis Xavier           | Alberto Souza                  | Orosz István                                  |
| Carlos Amador Jr.     | Fidencio Ramírez               | Wohlmuth István                               |
| Roberto Antúnez       | Marcelo atya                   | Uri István                                    |
| Arturo Lorca          | Don Isaías                     | Rudas István                                  |
| Héctor Ortega         | Valentín Fonseca               | Garai Róbert                                  |
| Rafael Mercadente     | Mauricio Trujillo              | Csőre Gábor                                   |
| Claudia Silva         | Lourdes Galindo                | Németh Kriszta                                |
| Gastón Tuset          | Alfonso                        | Tarján Péter                                  |
| Francisco Avendano    | Dr. Jaime Dávila               | Csík Csaba Krisztián                          |
| Diana Bracho          | Fiatal Ana Joaquina            | Vándor Éva                                    |
| Edith Márquez         | Fiatal Luciana                 | Kiss Virág                                    |
| Andrés Gutiérrez      | Fiatal Juan de la Cruz         | Sótonyi Gábor                                 |

## DVD kiadás
A sorozat 2005. november 8-án DVD-n is megjelent, rövidített verzióban. Jellemzők:
- Formátum: színes, teljes képernyő, feliratos, NTSC
- Nyelv: spanyol
- Felirat: angol
- Régiókód: 1
- Képméretarány: 1.33:1
- Lemezek száma: 2
- Kiadás dátuma: 2005. november 8.
- Játékidő: 520 perc
- Extrák:
  - Interaktív menük
  - Fejezetek
- Forgalmazó: Xenon Pictures

## Érdekességek
- A telenovella az 1985/86-ban készült venezuelai Cristal (Kristály) c. sorozat remake-je.
- A Televisa legnézettebb főműsoridős telenovellája volt Mexikóban 1998-ban, 34.8-as ratinget ért el.
- A sorozat cselekményét Liliana Abúd vezető forgatókönyvíró több ponton megváltoztatta és kiegészítette.
- 2006-ban elkészült a Titkok és szerelmek brazil változata, melyet az SBT tévétársaság mutatott be, szintén Cristal címen.
- 2010-ben Salvador Mejia Alejandre, aki többek közt a Paula és Paulina és az Esmeralda producere, bejelentette, hogy 12 évvel a Titkok és szerelmek bemutatása után felújítja a történetet Triunfo del Amor (A szerelem diadala) címen, melynek főszereplői Maite Perroni , William Levy és Victoria Ruffo voltak. Az új telenovellának szintén Liliana Abúd a fő forgatókönyvírója. Az eredeti tervek szerint két másik Delia Fiallo által írt telenovellából (Leonela, La Zulianita/Morelia), valamint az Inés Rodena által kreált Mi Rival/Enamorte Elemiga cselekményéből is kerültek volna bele elemek, de erre végül nem került sor.[1]
- Helena Rojo és Adela Noriega 2003-ban ismét együtt játszottak a Tiszta szívvel  című telenovellába, ahol szintén anya-lánya kapcsolatuk volt.
- Helena Rojo és René Strickler később együtt játszottak a Ramóna című sorozatban, ahol anya-fia kapcsolatuk volt.
- Adela Noriega, Marga López, Julio Monterde és César Évora később együtt játszottak Az ősforrás című sorozatban.
- Marga López és Cynthia Klitbo később a Villa Acapulco című sorozatban játszottak együtt.
- Maty Huitrón, a Barbarát, Victor Manuel édesanyját alakító színésznő a való életben Carla Estrada-nak, a sorozat producerének édesanyja.
- Egy-egy jelenet erejéig, amelyeket a Televisa épületénél vettek fel, feltűnik Saúl Lisazo, Lilia Aragón, Beatriz Aguirre és Héctor Suárez is.

## TVyNovelas 1999 díj
| Kategória                      | Személy                 | Eredmény |
| ------------------------------ | ----------------------- | -------- |
| Legjobb telenovella            | Carla Estrada           | Nyertes  |
| Legjobb női főszereplő         | Helena Rojo             | Nyertes  |
| Legjobb férfi főszereplő       | Andrés García           | Nyertes  |
| Legjobb női főgonosz           | Cynthia Klitbo          | Nyertes  |
| Legjobb férfi főgonosz         | Enrique Rocha           | Nyertes  |
| Legjobb női mellékszereplő     | María Sorté             | Nyertes  |
| Legjobb férfi mellékszereplő   | César Évora             | Nyertes  |
| Legjobb női főmellékszereplő   | Marga López             | Nyertes  |
| Legjobb férfi főmellékszereplő | Pedro Weber «Chatanuga» | Jelölt   |
| Legjobb fiatal női szereplő    | Adela Noriega           | Nyertes  |
| Legjobb fiatal férfi szereplő  | René Strickler          | Jelölt   |
| Legjobb női felfedezett        | Sabine Moussier         | Nyertes  |

## Szinkronstáb
- Magyar szöveg: Zádori Márta, Kiss Barnabás, Móré Annamária
- Hangmérnök: Hidvégi Csaba
- Vágó: Ari Péter
- Rendezőasszisztens: Albecker Gabriella
- Gyártásvezető: Szegedi Anita
- Szinkronrendező: Gyarmati Gergely, Hornyák Mihály
- Producer: Kovács Zsolt
- Szinkronstúdió: Szinkron Systems
- Megrendelő: RTL Klub